# Aulophyseter
L'aulofisetere (gen. Aulophyseter) è un mammifero marino estinto, appartenente ai cetacei. Visse nel Miocene medio e superiore (circa 15 - 6 milioni di anni fa) e i suoi resti fossili sono stati ritrovati in Nordamerica, Sudamerica e (forse) in Asia.

## Descrizione
Questo animale doveva essere molto simile a un odierno capodoglio, ma le dimensioni erano più modeste. Si suppone infatti che Aulophyseter raggiungesse i sei metri di lunghezza. Il cranio era voluminoso, e doveva essere presente il caratteristico melone di forma allungata. La dentatura di Aulophyseter era dotata di denti più grandi e robusti, in proporzione, di quelli dell'odierno capodoglio. Possedeva denti sia nella mascella che nella mandibola, mentre l'attuale capodoglio è dotato di denti nella sola mandibola.

## Classificazione
Il genere Aulophyseter venne descritto per la prima volta da Kellogg nel 1927, sulla base di fossili provenienti dalla California e risalenti al Miocene medio; la specie tipo è Aulophyseter morricei. Altri fossili, scoperti in precedenza nel Maryland e rinvenuti in strati leggermente più recenti (Tortoniano), erano stati descritti come Paracetus mediatlanticus da Edward Drinker Cope nel 1895; successivamente i resti vennero attribuiti al genere Aulophyseter. Nel 1974, alcuni fossili attribuiti a una nuova specie di questo animale (Aulophyseter rionegrensis) vennero scoperti in terreni del Miocene superiore dell'Argentina, a testimonianza di una diffusione di questo genere anche in Sudamerica. Altri fossili attribuiti con qualche incertezza ad Aulophyseter sono stati ritrovati in Giappone.

## Paleobiogeografia
Poiché Aulophyseter è conosciuto sia nella costa orientale che nella costa occidentale degli Stati Uniti, è possibile che questo animale sia migrato attraverso un braccio di mare del Centro America. Nel Miocene, infatti, l'istmo di Panama non era completo e permetteva il passaggio di animali marini dall'Oceano Atlantico all'Oceano Pacifico e viceversa; numerose testimonianze fossili indicano che molti cetacei effettuarono queste migrazioni, così come gli squali giganti del genere Carcharocles. Quando l'stmo di Panama si formò compiutamente, si formò un ponte di terra che permise un interscambio faunistico tra Nord e Sudamerica, ma che bloccò l'interscambio faunistico marino.